# Millennium Ecosystem Assessment

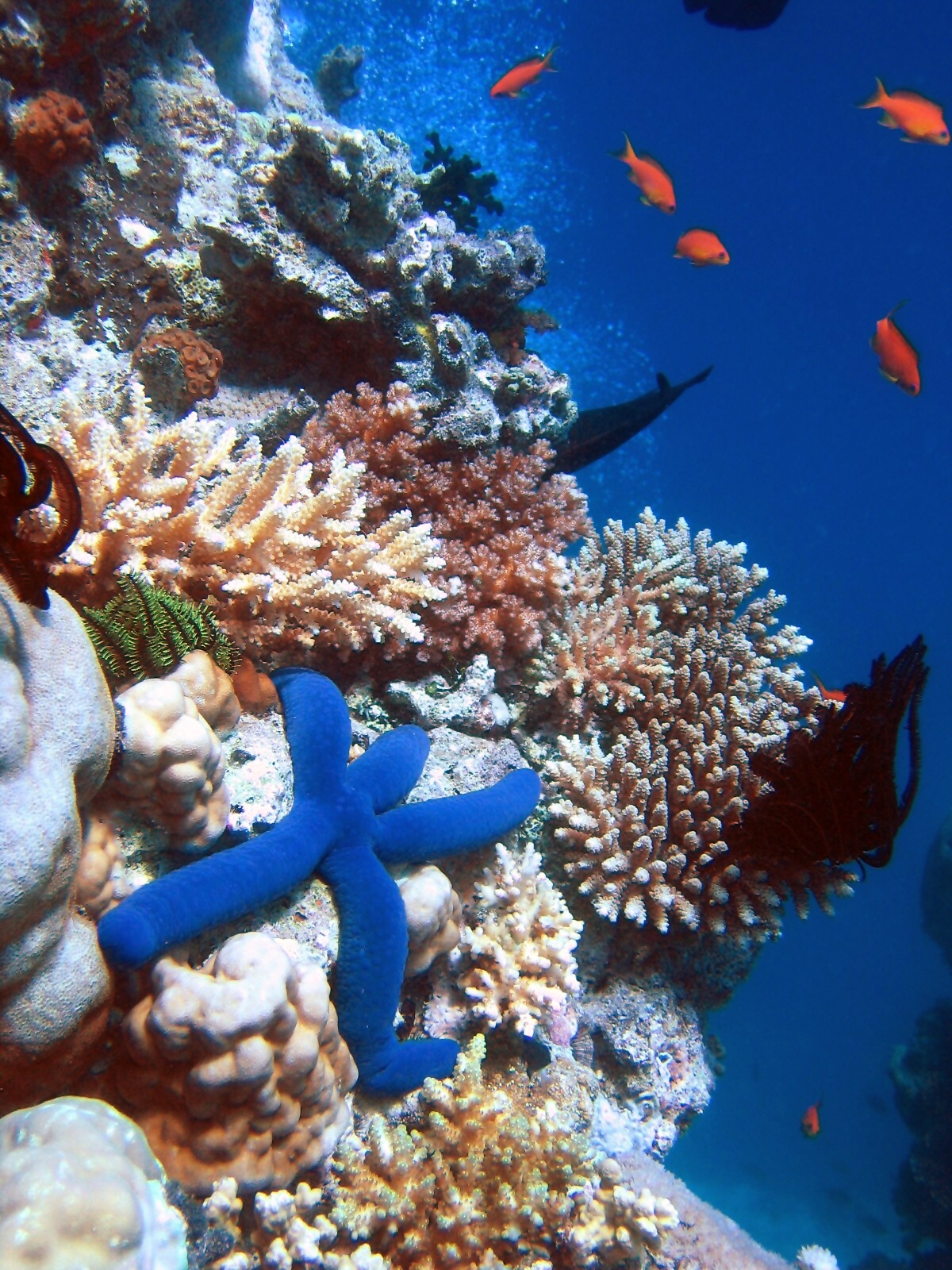
Biodiverzity korálového útesu

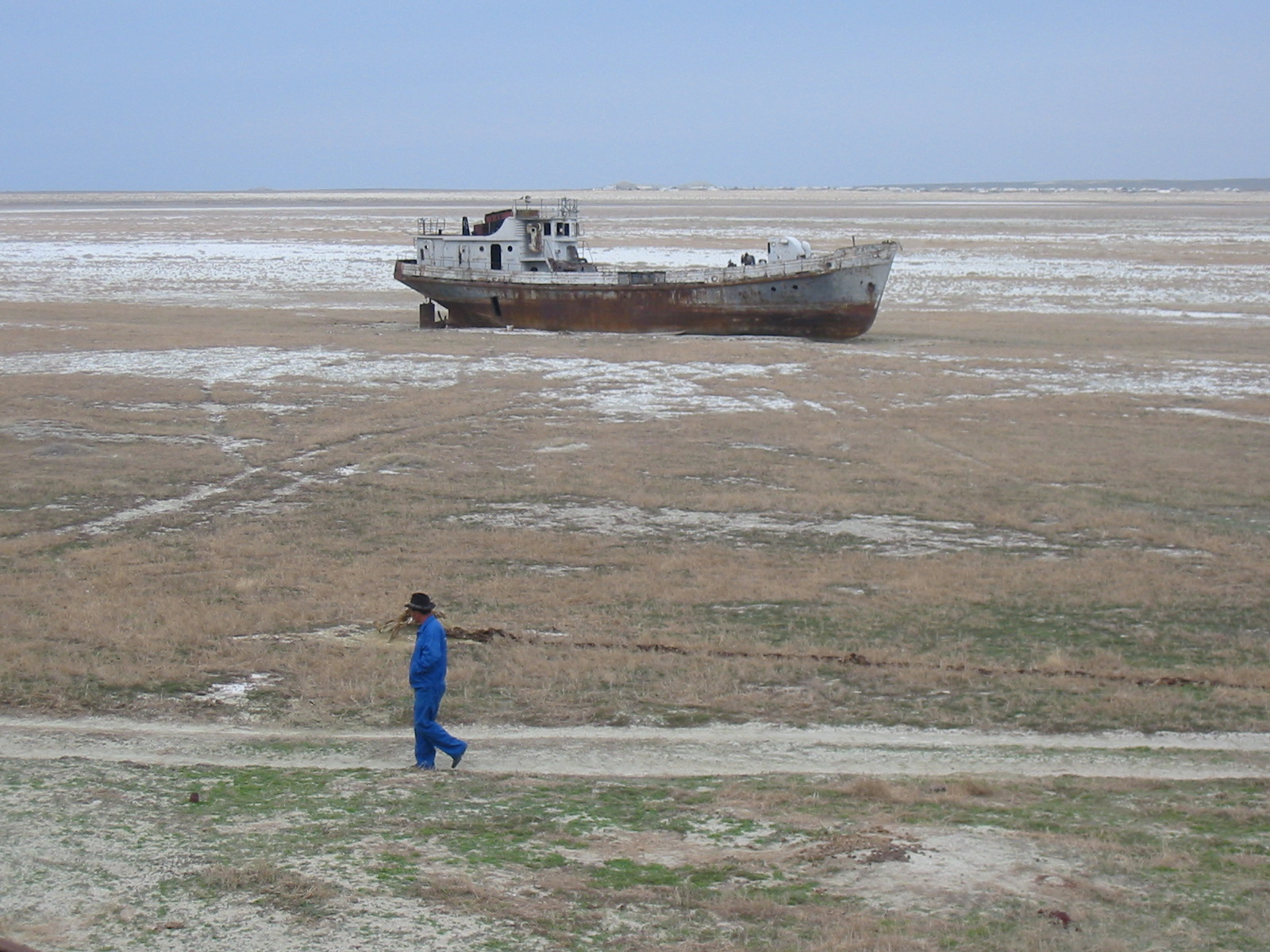
Poušť na místě, odkud ustoupilo vysychající Aralské jezero

Millennium Ecosystem Assessment (MA či Hodnocení ekosystémů k miléniu) je nejrozsáhlejším hodnocením změn ekosystému.
Proběhlo pod záštitou generálního tajemníka OSN Kofiho Annana v letech 2001 až 2005 s cílem zhodnotit důsledky změn ekosystémů pro lidský blahobyt na základě vědecky podložených informací. Výsledky Millennium Ecosystem Assessment jsou určeny jak pro vlády jednotlivých států, podnikatele a průmysl, nevládní organizace, novináře atd.
Na hodnocení se podílelo asi 1400 expertů z celého světa, včetně českých odborníků (např. Bedřich Moldan, Jan Plesník a jeho výsledkem bylo publikování řady studií zaměřených na biodiverzitu, desertifikaci, průmysl atd. Závěrečná souhrnná zpráva nazvaná „Ekosystémy a lidský blahobyt“ mimo jiné konstatuje, že lidé změnili za posledních 50 letech ekosystémy na Zemi více než kdykoli dějinách lidstva a že zvýšení životní úrovně lidí proběhlo na cenu poškození 60 % globálních ekosystémů. Zpráva dále uvádí, že poškozování ekosystémů představuje překážku pro snížení chudoby pro dosažení potravinové bezpečnosti.